# Oligotrichum longisetum
Oligotrichum longisetum là một loài Rêu trong họ Polytrichaceae. Loài này được (Brid.) Kindb. mô tả khoa học đầu tiên năm 1888.